# District de Châu Thành (Đồng Tháp)
Châu Thành est un district de la province de Đồng Tháp dans le delta du Mékong au sud du Viêt Nam. 

## Géographie
La superficie du district est de 234 km2. 
Le chef lieu du district est Cái Tàu Hạ.